# کایس (گروه موسیقی)
کایِس (به انگلیسی: Kyuss) یک گروه موسیقی راک آمریکایی از ایالت کالیفرنیا بود که در سال ۱۹۸۷ بنیانگذاری شد و در سال ۱۹۹۵ منحل شد. اعضای باقی‌مانده از گروه از سال ۲۰۱۰ با عنوان ویستا چینو فعالیت می‌کنند.

## آلبوم‌ها
| نام آلبوم                         | سال  | نوع آلبوم  |
| --------------------------------- | ---- | ---------- |
| Wretch                            | ۱۹۹۱ | استودیویی  |
| Blues For The Red Sun             | ۱۹۹۲ | استودیویی  |
| Welcome to Sky Valley             | ۱۹۹۴ | استودیویی  |
| And the Circus Leaves Town        | ۱۹۹۵ | استودیویی  |
| Muchas Gracias: The Best of Kyuss | ۲۰۰۰ | گردآوری‌شده |
| Sons of Kyuss                     | ۱۹۹۰ | ئی‌پی       |
| Kyuss/Queens of the Stone Age     | ۱۹۹۷ | ئی‌پی       |